# Elchjagd

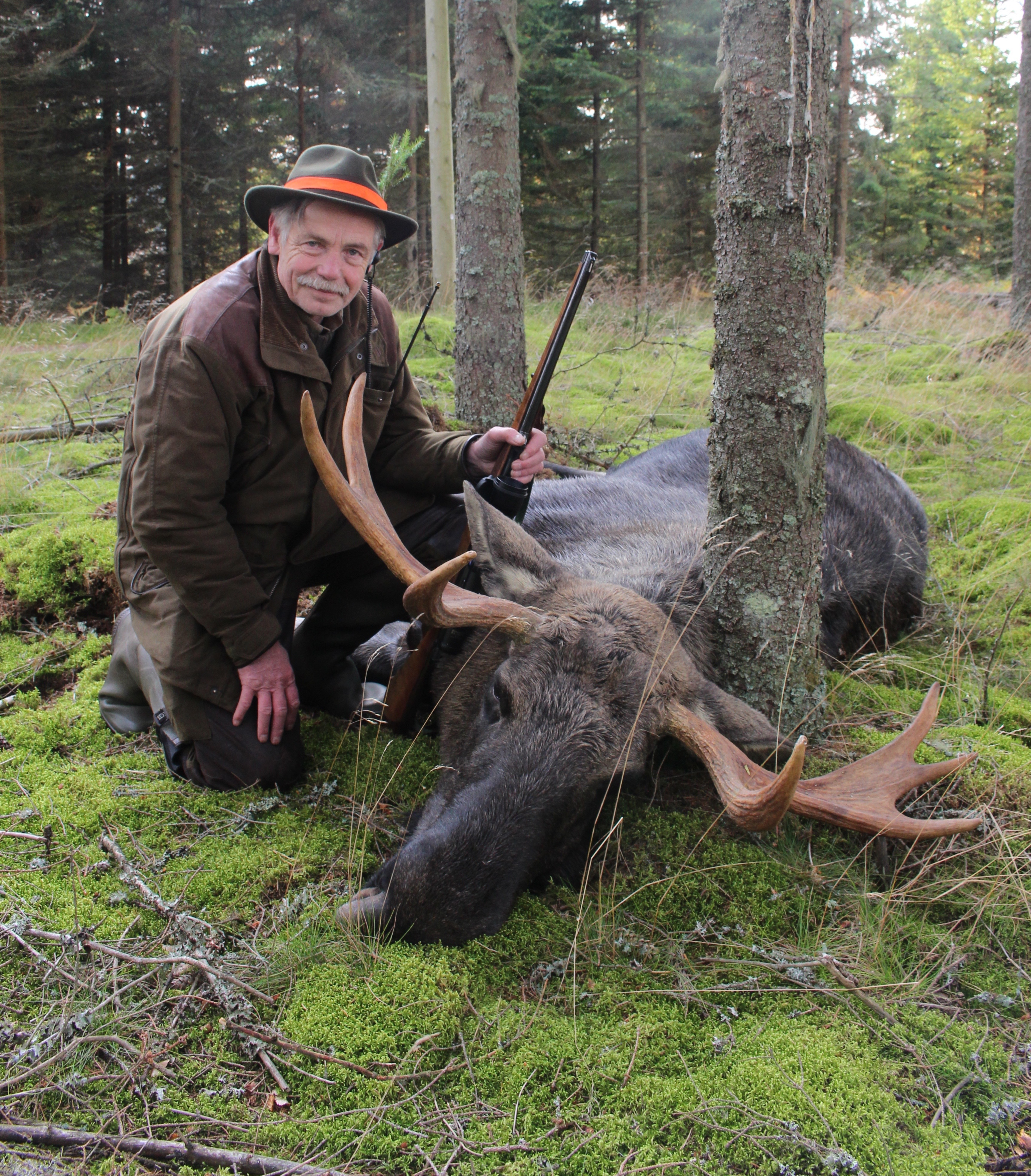
Jäger mit erlegtem Elch in Småland, Schweden, Herbst 2015

Die Elchjagd bezeichnet die Jagd des Menschen auf Elche, die größte heute vorkommende Art der Hirsche. Diese Jagd wird heute unter anderem in Schweden, Norwegen, dem Baltikum, Russland, Kanada und den Vereinigten Staaten ausgeübt. Sie wird nicht nur als gesellschaftliches Ereignis gesehen, sondern kommt auch dem Naturschutz, insbesondere dem Waldschutz, zugute. Außerdem wird das Elchfleisch gegessen.

## Geschichte
Aus verschiedenen, in Nordeuropa gefundenen Höhlenmalereien, Petroglyphen und archäologischen Funden geht hervor, dass seit der Steinzeit auf Elche gejagt wird. An vielen Orten im Norden Skandinaviens sind Reste von Fallgruben gefunden worden, die zum Fangen der Elche benutzt wurden. Eine davon (in Norwegen) datiert von 3700 vor Christus. Solche Gruben konnten bis zu 4 Meter × 7 Meter breit und 2 Meter tief sein und wurden mit Zweigen und Blättern getarnt. Dadurch, dass die Wände mit Brettern bekleidet sein sollten, war es für Elche unmöglich zu entkommen. Teile derartiger hölzerner Bretter wurden in Sümpfen und Moorgebieten gefunden. Diese effektive Fangmethode war bis in das 19. Jahrhundert in Gebrauch.

## Jagdmethoden

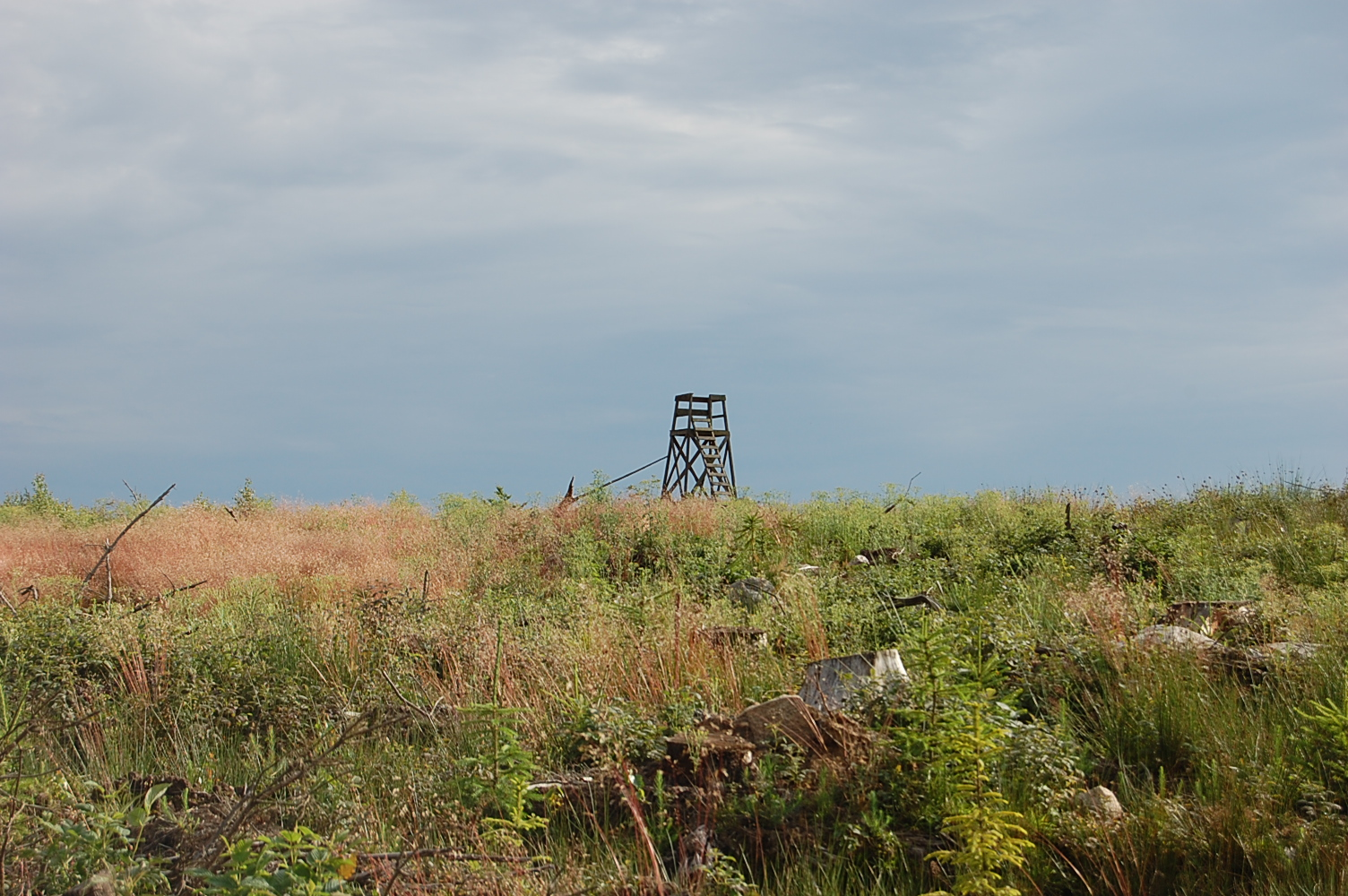
Hochsitz zur Elchjagd in der schwedischen Gemeinde Sölvesborg

Bei der Elchjagd werden verschiedene Methoden zum Jagen benutzt. In großen Gebieten Schwedens, Norwegens und Finnlands wird häufig mit Hilfe von Hunden gejagt, in der Regel mit speziellen Elchhunden als Loshunden. Daneben wird die Treibjagd benutzt, bei der das Wild von mehreren Jägern hoch gemacht wird, die Ansitzjagd, bei der der Jäger allein und ohne Unterstützung durch Hunde oder Treiber auf vorüberkommendes Wild wartet, sowie die Pirschjagd, eine Jagdform, bei der der Jäger schleicht, um unbemerkt nahe ans Wild zu kommen.

## Elchjagd in Schweden
Von den insgesamt 300.000 Jägern in Schweden jagen 270.000 auf Elche, von denen jährlich rund 80.000 erlegt werden. Die schwedische Elchjagd unterliegt, wie die anderen Formen der Jagd, dem Jagdgesetz, den Jagdverordnungen und der Kontrollbehörde der Provinzialregierung. Diese sehen vor, welche Anforderungen die Jagd und der Jäger erfüllen müssen und wie viele und wo Elche erlegt werden dürfen. Elche können erhebliche Schäden im Wald anrichten und verursachen außerdem Verkehrsunfälle.
Die Jagd wird in der Praxis von den Provinzialregierungen reguliert: Es gibt spezielle Vorschriften für die Jagdmethoden, Jagdgebiete und Jagdperiode. Die Provinzialregierungen werden von speziellen regionalen Beratungsgremien beraten. An der Jagdverwaltung sind jedoch auch Jagdorganisation und Jagdschutzvereine beteiligt. Die Elchjagd ist eine der am meisten regulierten Jagdformen in Schweden. So müssen Jagdergebnisse innerhalb von zwei Wochen nach dem Ende der Jagd in der jeweiligen Provinz gemeldet werden.
Es gibt fünf verschiedene Arten von Bereichen, in denen auf Elche gejagt werden darf, mit unterschiedlicher Größe, Verwaltung und Überwachung. In den relativ großen Ä-Bereichen (Älgskötselområde) sind detaillierte Verwaltungspläne festgelegt, die von der Provinzialregierung genehmigt wurden. Weitere Bereiche sind die A- (Egentligt licensområde), B- (Särskilt licensområde) und E-Bereiche (Enkalvsområde). Die sogenannten K-Bereiche (Kalvområde) sind nicht registriert. Anfang der Jagdsaison ist im September oder Oktober, je nach Region. Die Dauer der Jagdsaison variiert; diese wird jährlich von der Provinzialregierung bestimmt. Bei der Jagd darf nur mit Gewehren geschossen werden, auch für die Munition gelten besondere Anforderungen.

Galerie
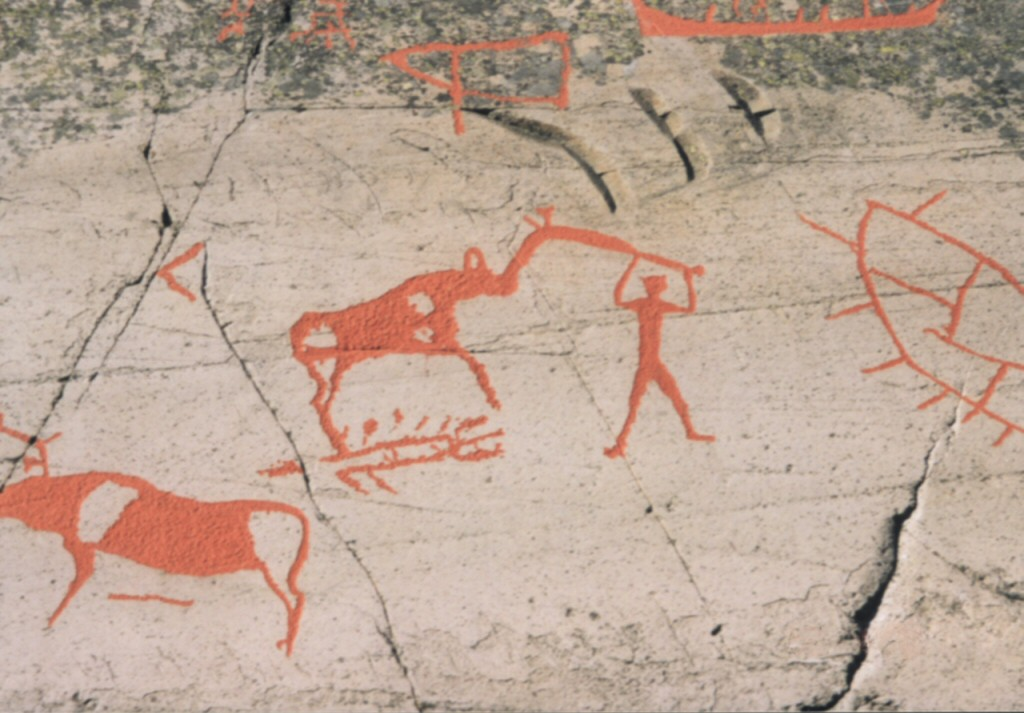
Figur aus einer Felszeichnung in Alta, die möglich einen Elch und Schamanen darstellt
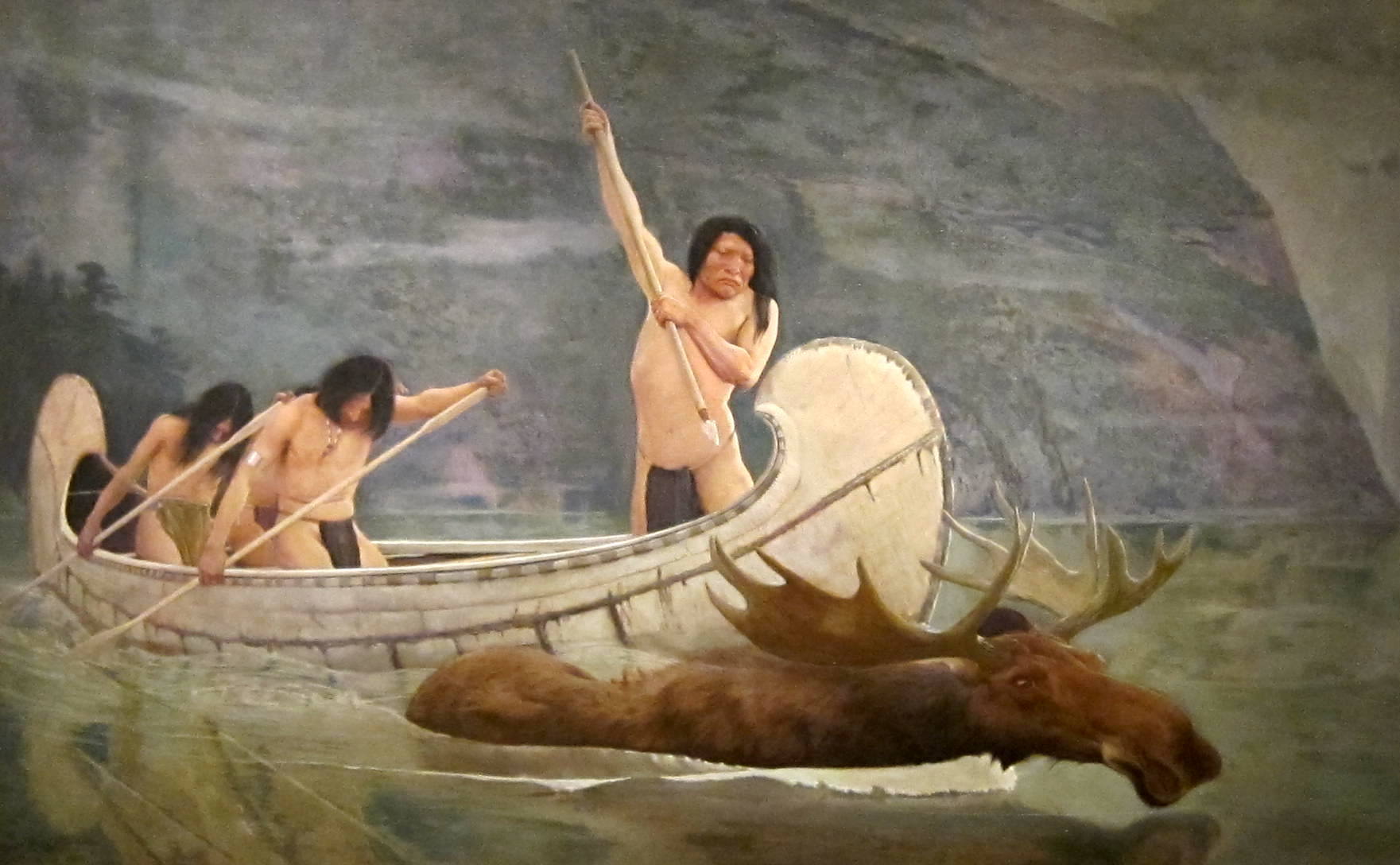
The Moose Chase, gemalt von George de Forest Brush im Jahr 1888, zeigt amerikanische Indianer während der Elchjagd.
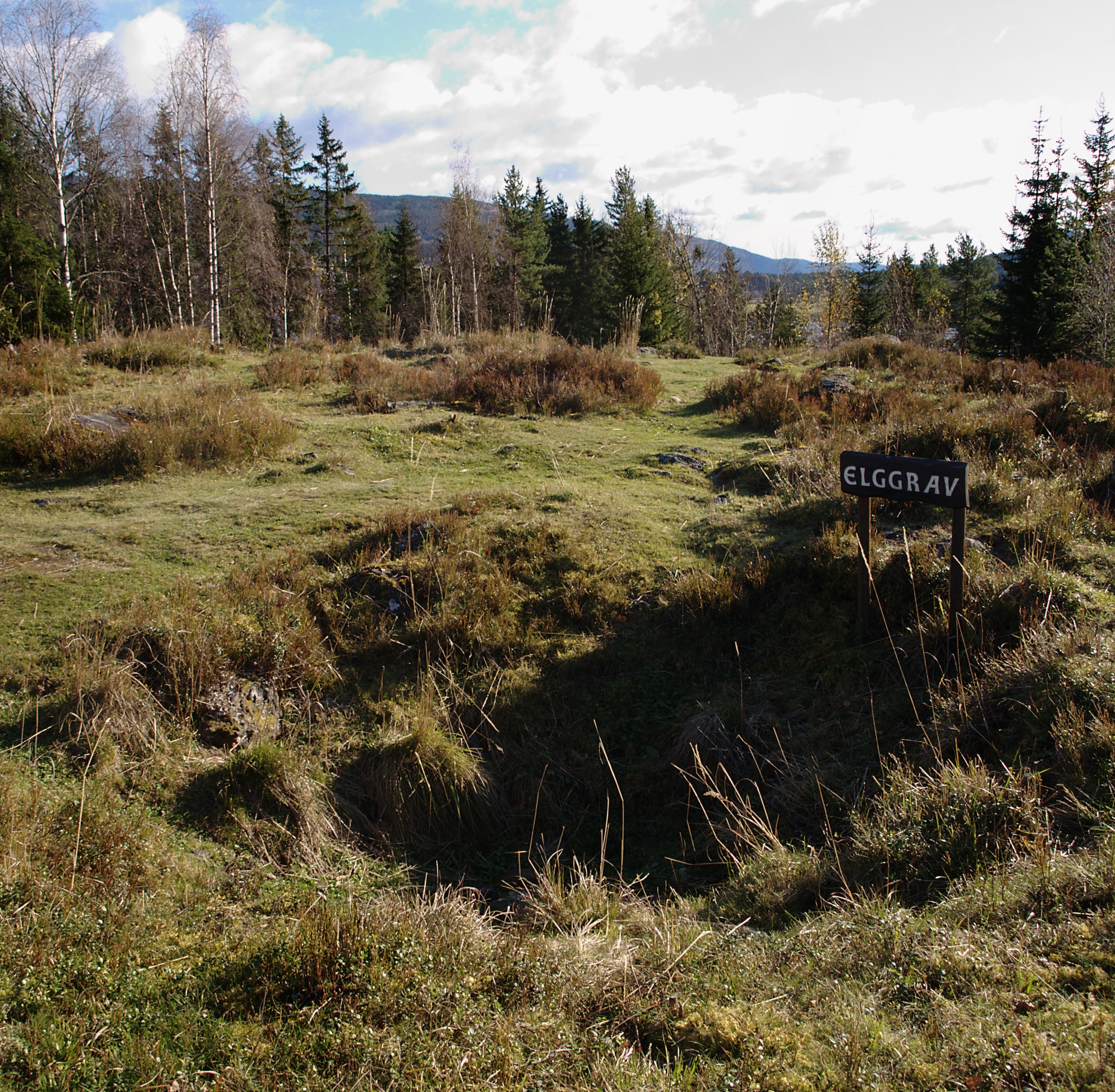
Reste einer Fallgrube für Elche im Außenbereich des Valdres Folkemuseums
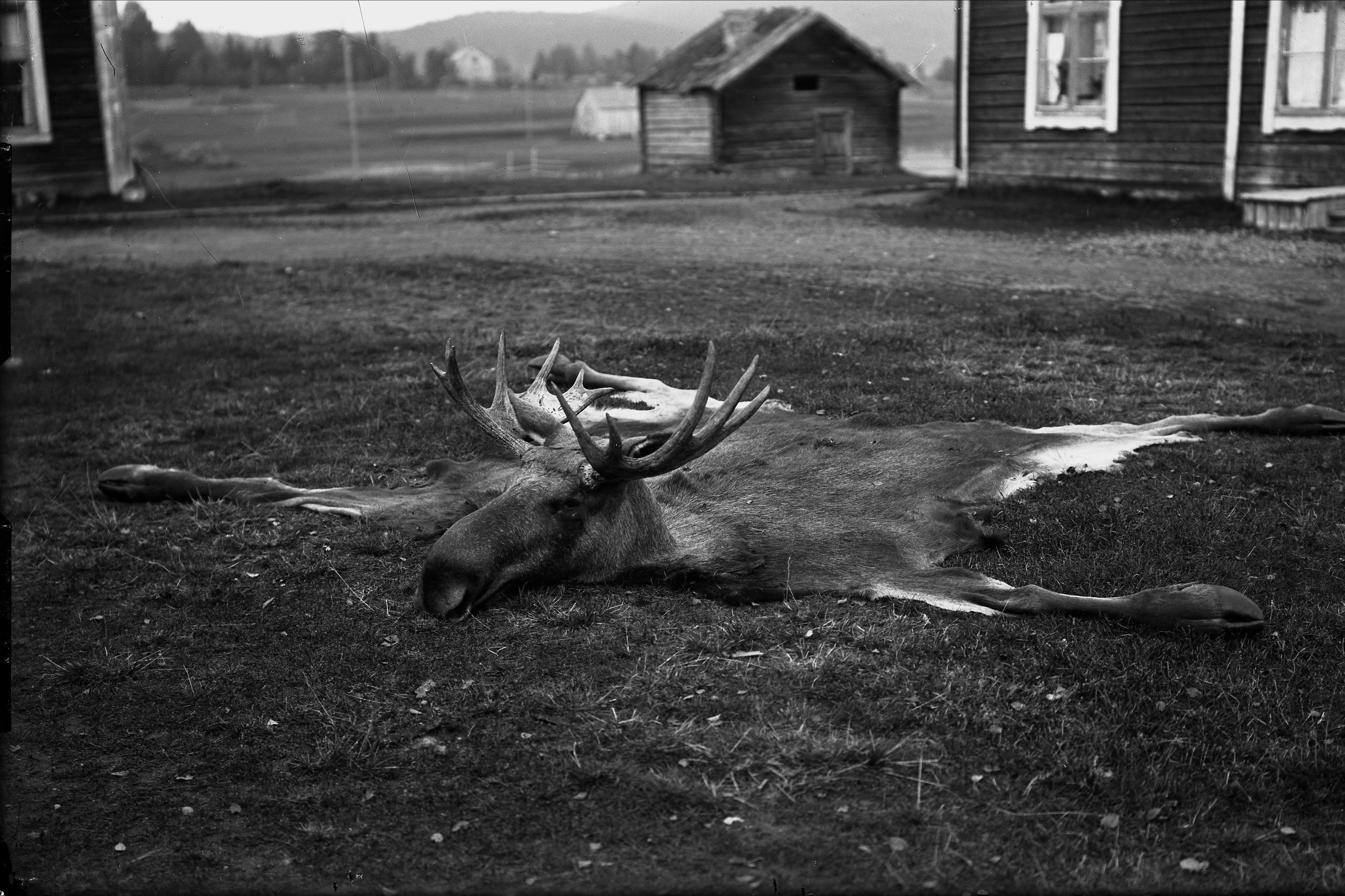
Elchleder samt Kopf und Beinen aus Ångermanland, Schweden, 1928
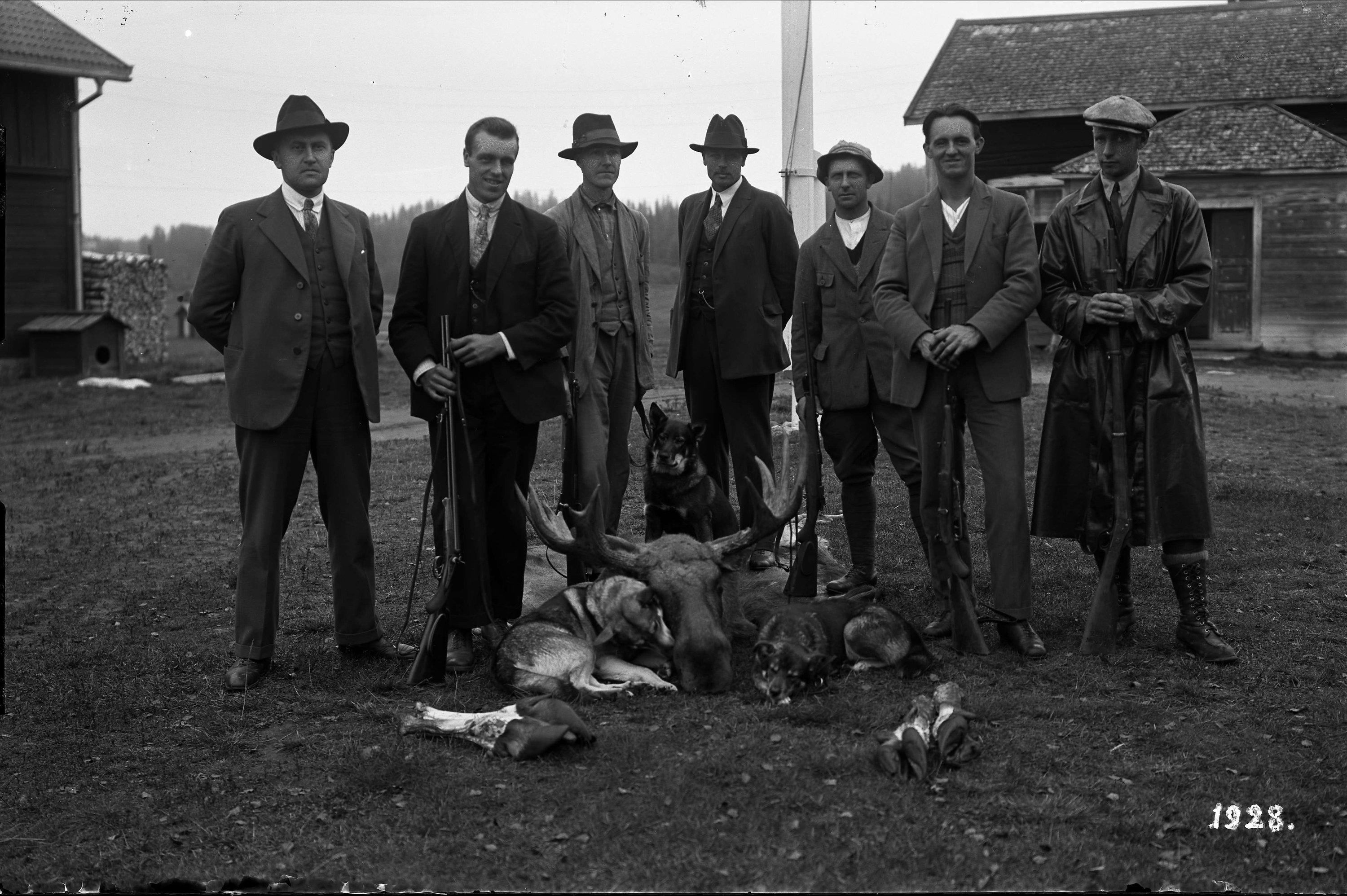
Jäger mit Hunden und Jagdtrophäe in Ångermanland, 1928
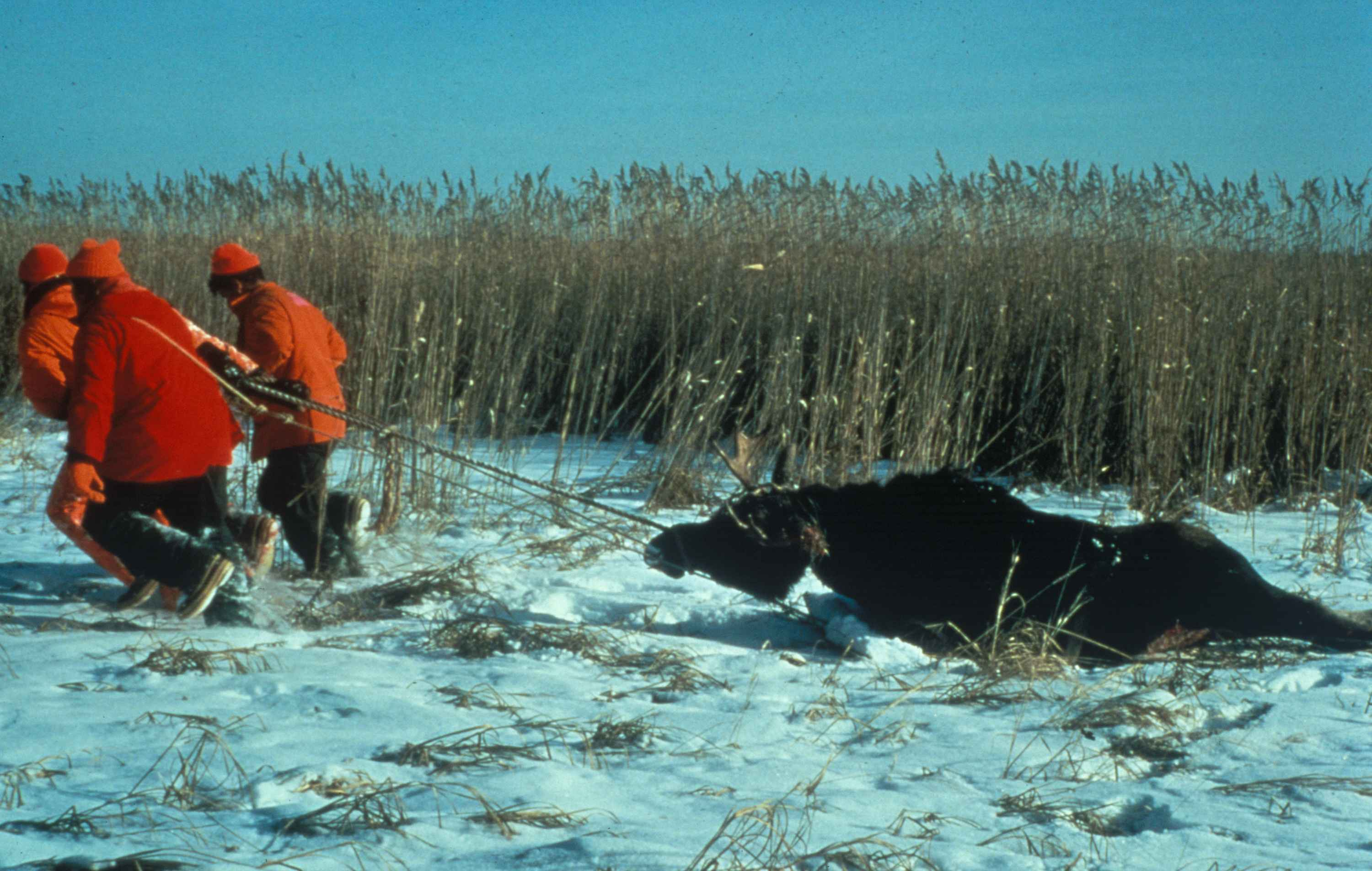
Elchjäger in Nordamerika